# Lovas Petra
Lovas Petra (Budapest, 1980. július 4. –) Európa-bajnok magyar asztaliteniszező, olimpikon.

## Sportpályafutása
Az 1995-ös serdülő Európa-bajnokságon csapatban ötödik volt. Egyéniben kiesett, párosban (Vass Tímea) és vegyespárosban (Tófalvi Norbert) a 16 -ig jutott. Az 1998-as ifjúsági Eb-n csapatban (Kurimai, Szvitán, Vass) második volt, az egyes és páros versenyszámokban kiesett. 2000-ben a magyar bajnokságon bronzérmet szerzett párosban (Szvitán). A 2001 év végi világranglistán 66. volt. 2002-ben az ob-n egyesben második, párosban (Fazekas Mária) első lett. Az Európa-bajnokságon csapatban (Bátorfi Csilla, Tóth Krisztina, Fazekas M.) ezüstérmes lett. Egyesben és vegyespárosban (Pázsy Ferenc) a 32, párosban (Fazekas) a 16 között esett ki. A világranglistán 85. helyen zárta az évet. 2003-ban a Postással ETTU kupát nyert. Az Európa-bajnokságon nem került be a csapatba.
2005-ben ismét ETTU kupa-győztes lett. A 2006-os csapat világbajnokságon (Tóth, Póta Georgina, Li Bin) hatodik helyezést szereztek. 2007-ben egyéni magyar bajnokságot nyert. Az Európa-bajnokságon csapatban (Tóth, Póta, Li) aranyérmet szerzett. Vegyespárosban (Zombori Dávid) az első, párosban (Pergel Szandra) a második fordulóban kiesett. Egyesben a 8 között esett ki. A világbajnokságon vegyespárosban (Fazekas Péter) a második fordulóig jutott. Párosban (Pergel) a 16 között, egyesben a második fordulóban  búcsúzott. A csapat világkupán (Tóth, Póta) bronzérmet szereztek. Az évet a világranglista 71. helyén zárta. 2008-ban a csapat világbajnokságon (Tóth, Póta, Li) ötödik helyen végeztek. Májusban sikerült az olimpiai kvótát megszereznie. Az olimpián az első fordulóban kiesett. Az Európa-bajnokságon csapatban  (Tóth, Póta, Li) ezüstérmesek voltak. Az egyéni és páros versenyszámoktól kézsérülése miatt visszalépett.
2009-ben a világbajnokságon a második fordulóban kiesett. Az Európa-bajnokságon csapatban (Madarász, Póta, Tóth) 12. helyezést szereztek. Egyesben a 32, párosban (Vajda Kornélia, horvát) a 16 között esett ki. 2010-ben a csapat-világbajnokságon (Tóth, Póta, Pergel) hetedikek voltak. Az Európa-bajnokságon csapatban (Tóth, Póta, Pergel) ötödik helyen végeztek. Egyesben az első, párosban (Pergel) a második fordulóban kiesett. Decemberben megnyerte a magyar top12 versenyt. A világbajnokságon vegyespárosban (Kosiba Dániel) az első, egyesben a második fordulóban esett ki. Az Európa-bajnokságon csapatban (Póta, Tóth, Madarász, Pergel) harmadik volt. Párosban (Pergel) és egyesben a 16-ig jutott. A 2012-es csapat-világbajnokságon (Póta, Tóth, Pergel) 11. lett. Az Európa-bajnokságon párosban (Pergel) az első, egyesben a második fordulóban kiesett.
A 2013-as vb-n egyesben és párosban (Pergel) is a második fordulóban esett ki. Az Európa-bajnokságon csapatban (Póta, Pergel, Ambrus Krisztina, Madarász Dóra) ötödik volt. Párosban (Ambrus) az első, egyesben a második fordulóban esett ki. A 2014-es Európa-bajnokságon ötödik volt a csapat (Póta, Madarász, Pergel, Ambrus). 2016-ban a csapat-vb-n (Póta, Pergel, Madarász) 13. volt. 2016 júniusában első számú tartalékként olimpiai kvótát kapott.
A 2016. évi nyári olimpiai játékokon a második körben búcsúzott, miután kikapott észak-koreai ellenfelétől, Ri Mjong Szuntól. Az olimpiát követően gyermeke született, ezt követően pedig már csak klubszinten asztaliteniszezett. 2021 októberében jelentette be visszavonulását.